# Oraovica (kod Crkovnice)
Oraovica je naselje u gradu Leskovcu, Jablanički upravni okrug, Srbija. Prema popisu iz 2022. godine u Oraovici je živjelo 39 stanovnika.